# ولیکی گاج
ولیکی گاج (به لاتین: Veliki Gaj}} یک منطقهٔ مسکونی در صربستان است که در South Banat District واقع شده‌است.

## خصوصیات
ولیکی گاج ۷۹۰ نفر جمعیت دارد و ۸۰ متر بالاتر از سطح دریا واقع شده‌است.